# Clythe Creek
Clythe Creek är ett vattendrag i Kanada.   Det ligger i provinsen Ontario, i den sydöstra delen av landet, 400 km sydväst om huvudstaden Ottawa.
Omgivningarna runt Clythe Creek är en mosaik av jordbruksmark och naturlig växtlighet. Runt Clythe Creek är det ganska tätbefolkat, med 70 invånare per kvadratkilometer.